# Jablanica (gmina Sevnica)
Jablanica – wieś w Słowenii, w gminie Sevnica. W 2018 roku liczyła 211 mieszkańców.